# María Inés Parodi
María Inés Parodi (1977.) je argentinska hokejašica na travi. Igra na mjestu obrambene igračice.
Svojim igrama je izborila mjesto u argentinskoj izabranoj vrsti. 

## Sudjelovanja na velikim natjecanjima
Na SP 2002. je osvojila zlatno odličje.